# Nang Keo P'imp'a
Nang Keo Phimpha (lao : ນາງແກ້ວພິມພາ) (1363–1438), une épithète signifiant littéralement" La Cruelle", est reine du Lan Xang en 1438, en prenant le nom de règne de Samdach Brhat-Anya Sadu Chao Nying Kaeva Bhima Fa Mahadevi(lao : ສົມເດັຈ ພຣະຍາ ສາທຸເຈົ້າຍິງ ແກ້ວພິມພາມະຫາເທວີ). Elle est également connue sous le nom de petite Maha Devi, et fut la seule femme à assumer la souveraineté dans le royaume de Lan Xang. Selon les chroniques elle occupe brièvement le trône seulement quatre mois, avant d'être déposée et tuée à l'âge de soixante dix-sept ans. Son règne est le point final d'une période d'une dizaine d'années de régicides qu'elle avait organisés comme reine douairière en plaçant sur le trône des souverains fantoches,.Selon la formule de Paul Lévy elle fut « Une Messaline doublée d'une Agrippine Lao »,

## Contexte
La véritable identité de la Maha Devi est matière à interprétation à la fois dans les chroniques de l'époque postérieure et dans les travaux des spécialistes.Elle est présentée comme la fille aînée
, la jeune sœur, l'épouse principale, ou la belle-mère de Sam Saen Thai,. Un des rares éléments permettant de déceler son identité, est son titre de Maha Devi ou "Grande Bonté," qui était réservé
à la principale reine du monarque régnant,. Les spécialistes dont Martin Stuart-Fox et Amphay Dore, soulignent qu'à la fois son titre de Maha Devi et son âge au moment de son exécution semblent indiquer qu'elle était Keo Lot Fa la Reine consort de Fa Ngum originaire du royaume d'Ayutthaya qui avait reçu le titre de Maha Devi après la mort de la reine
Keo Kang Nya en 1368, peu de temps avant la déposition de Fa Ngum en 1371. Bien que son identité demeure conjoncturelle
, le consensus des Chroniques royales indique qu'elle fut la souveraine de facto pendant la brutale querelle de succession entretenue par les factions de la cour entre la mort de Lan Kham Deng et l'accession au trône de Xai Thiaka Phat,,,,,,.

## Intrigues de cour et successions
À l'époque de Nang Keo P'imp'a (i.e: Dame Image de Joyau), après la mort prématurée de Lan Kam Deng, la période de 1428 à 1440 est marquée au Lan Xang par une longue crise de succession alimentée par les factions rivales de la cour royale,,,. Les Chroniques de la cour ne permettent pas de connaître la succession précise des événements, ou même l’exact ordre de règne des rois suivants qui sont ses frères ou ses neveux, tous ses amants selon la tradition, qu'elle oblige à se suicider ou qu'elle fait mettre à mort,. C'est pendant cette période de confusion qui aurait été organisée par la Maha Devi, que l'on enregistre les morts successives des souverains suivants,:
- Phommathat (1428-1429) assassiné après 10 mois de règne
- Yukhon (1429-1430) assassiné après 8 mois.
- Khon Kham (1430-1432) assassiné après 18 mois.
- Kham Tam Sa(1432) assassiné 5 mois.
- Lusai (1432-1433) assassiné après 6 mois.
- Khai Bua Ban (1433-1436) assassiné après trois ans.
- Kham Keut (1436-1438) peut-être empoisonné[4] après deux ans.

On ne sait pas exactement combien de factions existaient à la cour pendant cette période. L'un d'elle est constituée part la vieille noblesse du Muang Sua qu s'était opposée à Fa Ngum lorsqu'il a consolidé sa souveraineté en 1353 et fondé le royaume de Lan Xang par la conquête militaire. Une autre faction comprend dans doute les Laos et les Khmers partisans de Fa Ngum pendant sa conquête du pouvoir qui ont ensuite occupé les positions administratives clefs du royaume. D'autres factions devaient représenter les influences étrangères comme celles d'Ayutthaya et du Lan Na, royaumes rivaux, qui cherchaient à perpétuer la faiblesse politique du Lan Xang,,.
Enfin voulant elle-même accéder au trône elle est exécutée sur l'ordre de ses ministres et remplacée après un règne de 4 mois , par Xai Thiaka Phat, le dernier fils de Sam Saen Thai, qui était le gouverneur de Vientiane.